# バジャ・マルグベラシビリ
バジャ・マルグベラシビリ（グルジア語: ვაჟა მარგველაშვილი、Vazha Margvelashvili、1993年10月3日 - ）は、ジョージア出身の柔道家。階級は66kg級。

## 経歴
2012年にヨーロッパジュニアの60kg級で2位になった。その後階級を66kg級に上げると、2015年の世界団体で3位となった。2016年のヨーロッパ選手権で優勝するも、リオデジャネイロオリンピックでは初戦でスロベニアの選手に一本負けを喫した。2017年の世界選手権では準決勝で日本の阿部一二三に袈裟固で敗れるも銅メダルを獲得した。2021年7月に日本武道館で開催された東京オリンピックでは決勝で阿部に技ありで敗れるも2位になった。2023年にはグランドスラム・テルアビブとグランドスラム・アブダビで優勝した。2024年のヨーロッパ選手権では優勝した。世界選手権では3位だった。パリオリンピックでは3回戦で敗れた。
IJF世界ランキングは1636ポイント獲得で11位（25/2/3現在）。

## 不祥事
2020年東京オリンピックでは新型コロナウイルス対策のため外出等を制限する規則集「プレーブック」の順守が定められていたが、銀メダル獲得後にラシャ・シャヴダトゥアシヴィリと東京タワー周辺を観光していたことが判明したため東京五輪・パラリンピック組織委員会から大会参加資格証（アクレディテーション）のはく奪処分を受けた（大会参加資格証はく奪後は競技会場や選手村への立ち入りができなくなるが獲得済みのメダルははく奪されない）。

## 主な戦績
- 2012年 - ヨーロッパジュニア 2位（60kg級）
- 2015年 - グランプリ・デュッセルドルフ 3位
- 2015年 - 世界団体 3位
- 2016年 - グランプリ・ハバナ 3位
- 2016年 - グランプリ・デュッセルドルフ 3位
- 2016年 - グランプリ・トビリシ 優勝
- 2016年 - ヨーロッパ選手権 個人戦 優勝 団体戦 優勝
- 2017年 - グランドスラム・パリ 3位
- 2017年 - グランプリ・デュッセルドルフ 優勝
- 2017年 - ヨーロッパ選手権 団体戦 優勝
- 2017年 - 世界選手権 3位
- 2017年 - グランドスラム・アブダビ 3位
- 2017年 - ワールドマスターズ 3位
- 2018年 - グランプリ・トビリシ 優勝
- 2018年 - グランドスラム・アブダビ 優勝
- 2018年 - グランプリ・ハーグ 優勝
- 2018年 - ワールドマスターズ 3位
- 2019年 - グランドスラム・パリ 2位
- 2019年 - ヨーロッパ競技大会 3位
- 2019年 - ワールドマスターズ 3位
- 2020年 - グランドスラム・デュッセルドルフ 2位
- 2020年 - ヨーロッパ選手権 5位
- 2021年 - ワールドマスターズ 3位
- 2021年 - グランドスラム・トビリシ 2位
- 2021年 - ヨーロッパ選手権 2位
- 2021年 - 東京オリンピック 2位
- 2022年 - グランドスラム・パリ 3位
- 2022年 - グランドスラム・トビリシ 3位
- 2023年 - グランドスラム・テルアビブ 優勝
- 2023年 - グランドスラム・アブダビ　優勝
- 2024年 -　ヨーロッパ選手権 優勝
- 2024年 - 世界選手権　3位
- 2025年 - グランドスラム・パリ　3位

（出典、JudoInside.com）